# Ливанская коммунистическая партия
Ливанская коммунистическая партия (ЛКП; араб. الـحـزب الشـيـوعـي اللبـنـانـي‎ ; Аль-Хизб аш-шую́ий аль-Лубна́ний) — коммунистическая партия в Ливане, одна из старейших политических партий в стране.

## История

### Возникновение
Партия была создана 24 октября 1924 года в городе Хаддад южнее Бейрута как единая компартия Ливана и Сирии (входивших в то время в состав французского мандата). У истоков создания партии стояли журналист Юсуф Ибрагим Язбек и рабочий табачной фабрики Фуад аль-Шмели. Первоначально партия называлась Ливанская народная партия. После присоединения армянской группы «Спартак» получила название «коммунистической».
- одним из первых массовых мероприятий новой партии стало проведение 1 мая 1925 года первого в стране первомайского митинга, на котором собравшиеся выдвинули требование к властям о создании законов о труде.

Первое (секретное) совещание новой партии в составе 15 представителей прошло 9 декабря 1925 года. На 6 Конгрессе Коминтерна (1928) партию представлял Фуад аль-Шмели.
Великая депрессия 1929—30-х годов существенно осложнила экономическую обстановку в Ливане, в это время коммунисты принимают участие в работе профсоюзных организаций и протестном движении рабочих.
- так, в 1931 году в Бейруте и нескольких других городах ливанскими коммунистами были впервые организованы и проведены демонстрации в честь Октябрьской революции в СССР.
- в 1933—36 годы, в соответствии с принятым в 1933 году решением IV пленума партии, ливанские коммунисты приняли участие в рабочем движении, забастовках, кампании бойкота табачной монополии и иностранных концессий.
- в 1934 году по инициативе коммунистов в Бейруте была проведена профсоюзная конференция, в этом же году в стране были образованы первые комитеты единого фронта и крестьянские комитеты.

В 1939—1943 годы ЛКП была запрещена французскими колониальными властями.

### ЛКП после обретения Ливаном независимости
В январе 1944 года прежде единая Сирийская коммунистическая партия разделилась на две самостоятельных организации: Сирийскую и Ливанскую коммунистические партии.
На 1 съезде партии в январе 1944 года был принят Устав ЛКП, провозгласивший в качестве основы организационного строения партии принцип демократического централизма, и избран Председатель ЛКП (Фараджалла Хелу). Также, съезд принял Национальную хартию — политическую программу преобразований и действий, необходимых для возрождения страны. В дальнейшем, коммунистическая партия боролась за национальную независимость Ливана, за вывод иностранных войск с территории страны.
В январе 1948 года деятельность ЛКП была запрещена «за связь с заграницей», партия действовала в подполье до августа 1970.
В 1948 году ЛКП объединилась с СКП в единую Коммунистическую партию Сирии и Ливана (КПСиЛ). Ливанские коммунисты выступали против политики президента К. Шамуна и участвовали в вооружённом восстании 1958 года против Шамуна.
В связи с объединением Сирии и Египта в феврале 1958 года в Объединённую Арабскую Республику на Ноябрьском пленуме ЦК компартии Сирии и Ливана было принято решение о разделении партии на СКП и ЛКП. Секретарями ЦК ЛКП были избраны Фараджалла Хелу и Никола Шауи. В 1959 Фараджалла Хелу был арестован в Дамаске и погиб в тюрьме — его растворили в баке с кислотой.
В начале 1960-х годов коммунисты принимали активное участие в профсоюзном движении.
В 1962 году секретарём ЦК ЛКП был избран Хасан Корейтем. В этом же году Ливанская компартия опубликовала проект Политической программы.
Летом 1963 года коммунисты принимали участие в выборах в муниципальные советы. Кандидаты, в поддержку которых выступила ЛКП, одержали победу в нескольких муниципалитетах в избирательных округах Триполи и Горный Ливан, однако на юге страны, в долине Бекаа кандидаты и сторонники ЛКП подверглись преследованиям.
В 1965 году ЛКП приняла решение о участии в коалиции с иными левыми силами, став одним из участников «Ливанского национального движения» (Mouvement National Libanais, MNL). В состав коалиции вошли также Прогрессивная социалистическая партия Ливана, партия «Баас», «насеристы» (сторонники арабского национализма) и некоторые палестинские военно-политические организации.
2-й (нелегальный) съезд ЛКП в Бейруте состоялся в июле 1968 года. Съезд принял программу партии, в которой выдвинута задача упрочения независимости Ливана, освобождения его экономики от засилья иностранного капитала. ЛКП выступает за укрепление демократии, за социально-экономические преобразования в интересах трудящихся, за сплочение патриотических сил народа для отпора агрессивным актам Израиля против Ливана, за ликвидацию последствий израильской агрессии против арабских стран, за упрочение связей Ливана с другими арабскими странами, проведение Ливаном независимой внешней политики.
Были переформированы первичные парторганизации: вместо существовавших ранее небольших партийных ячеек численностью 3—10 активистов — отделения численностью до 100 чел., в составе которых были созданы руководящие бюро и специализированные комиссии, каждая из которых занималась определённым участком работы (например, «рабоче-профсоюзная комиссия», «комиссия по делам молодежи и студентов», «комиссия по делам трудящихся деревни»…). Помимо территориальных ячеек, появились первые производственные парторганизации.
3 съезд ЛКП состоялся 6—10 января 1972 года. Съезд подтвердил интернационалистический курс партии, высказался в поддержку борьбы за удовлетворение насущных требований трудящихся, за демократизацию общественно-политической жизни Ливана в сотрудничестве с другими прогрессивными силами страны. Съезд определил политику партии по аграрному вопросу, принял резолюцию по палестинской проблеме.
После начала гражданской войны в 1975 году потребовалось вновь изменить организационную структуру партии (в южном Ливане действовать приходилось исключительно в условиях подполья). Также, в 1975 году были созданы первые вооружённые отряды («Garde Populaire», «Народная гвардия»).
В ходе гражданской войны партия вошла в состав блока «Национально-патриотических сил» (НПС), а созданные ей в 1975 году вооружённые отряды («Народная гвардия») приняли активное участие в боевых действиях против легитимного правительства Ливана, ливанской армии и милиции Ливанские Силы — военного крыла блока христианских партий «Ливанский Фронт», защищавшего конституционный порядок и христианскую общину. В ходе боевых действий отряды коммунистов действовали совместно с отрядами друзской Прогрессивной социалистической партии, а председатель ЛКП Жорж Хауи на протяжении гражданской войны являлся союзником друзских лидеров Камаля и Валида Джумблатов.
Половину личного состава партии составляли мусульмане-шииты, 30 % — христиане различных конфессий, 20 % — сунниты и друзы. НПС и их палестинские союзники потерпели поражение от сирийского миротворческого контингента и объединённой христианской милиции Ливанские Силы во второй половине 1976 года.
В ходе операции «Литани»:
- в городе Тир все коммунисты городской партийной организации были мобилизованы и под руководством заведующего военной секцией участвовали в строительстве укреплений и оборонительных сражениях с частями израильской армии[8];
- в городе Набатия городской партийный комитет совместно с отрядом ФАТХ участвовал в отражении атак «Армии южного Ливана» из деревни Тайбе и из деревни Дейр-Мимас, защите замка Бофор, отражении вертолётного десанта ЦАХАЛ[9].

4 съезд ЛКП прошёл в июле 1979 года. На съезде была поставлена задача преобразования ЛКП в массовую сражающуюся партию. К этому времени была создана военная структура ЛКП, в составе которой действовали:
- постоянные боевые отряды (находились в подчинении ЦК);
- территориальные отряды народной милиции жилых кварталов (находились в подчинении местных парторганизаций, включали коммунистов и сочувствующих);
- комитеты гражданской обороны.

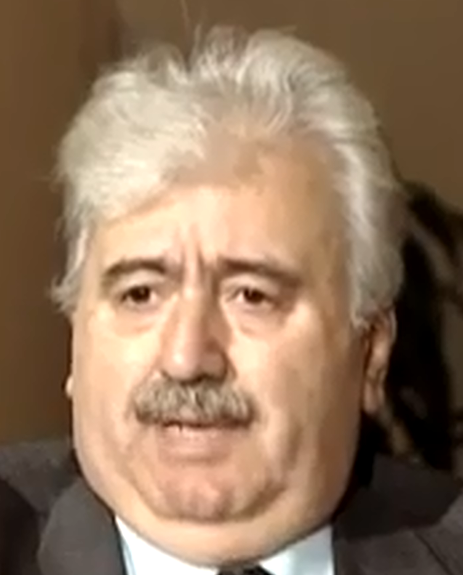
Жорж Хауи. 90-е г.г.

В 1979 году коммунистическую милицию возглавил маронит Элиас Аталла (впоследствии диссидент, исключён из ЛКП 26 сентября 2000 года).
С начала 1980 года Ливанская коммунистическая партия участвовала в деятельности Центрального политического совета Народно-патриотических сил Ливана, в состав которого входили 14 партий и военно-политических организаций.
6 июля 1982 года, после начала израильского вторжения в Ливан, коммунистическая партия призвала ливанский народ сплотиться в борьбе с общим врагом.
- летом 1982 года силы ЛКП принимали участие в обороне Бейрута, в боях с противником погибли многие коммунисты[11].
- 16 сентября 1982 года ЛКП объявила о создании «Ливанского фронта патриотического сопротивления». Два дня спустя бойцы ЛКП-ЛФПС провели первую боевую операцию в центре Бейрута[12].
- в сентябре 1983 года коммунисты принимали активное участие в боях в горном районе Шуф, в результате которых местное христианское население было частично истреблено, частично изгнано[13][14].

- в марте 1983 года боевая группа ЛКП осуществила взрыв здания, в котором находилась радиостанция и телецентр «Армии южного Ливана» (в ходе операции имелись потери: погибли три и был захвачен в плен один из активистов партии).

- в 1985 году коммунисты и их мусульманские союзники принимали активное участие в боях в районе Сайды против христианской милиции Ливанские Силы. После того, как Ливанские Силы покинули район боев, местные христиане были изгнаны.

По данным советских источников, с течением времени интенсивность боевых действий сил ЛКП-ЛФПС против израильских войск, «Армии южного Ливана» и их союзников постепенно возрастала: в 1984 году силы ЛКП-ЛФПС совершали до 60—70 боевых и диверсионных операций в месяц, в марте 1985 года этот показатель увеличился до 226 операций.
В 1980-е годы ЛКП неоднократно выступала с предложениями о координации действий национально-патриотических сил:
- 16 сентября 1982 года был создан Фронт национального спасения[18]
- в августе 1985 года в городе Штора был создан «Фронт национального союза», в который вошли 15 общественно-политических организаций (в частности, ЛКП, «Прогрессивная социалистическая партия», ливанская секция «Партии арабского социалистического возрождения», «Сирийская социальная национальная партия», «Амаль», «Политический совет города Сайды» и др.)[19].
- 17 января 1987 года в ходе выполнения боевого задания погиб Фараджалла Фуани - один из самых известных ветеранов партизанской войны против израильских войск из числа активистов Ливанской коммунистической партии[20]
- 23 июля 1987 года представители 13 общественно-политических организаций (в частности, ЛКП, «Амаль», «Прогрессивная социалистическая партия Ливана», «Баас» и др.) выступили с совместным заявлением о необходимости прекращения междоусобных столкновений, координации действий и усилении борьбы за освобождение территории южного Ливана.
- 13 сентября 1988 года ЛКП вновь обратилась с призывом ко всем национально-патриотическим силам прекратить междоусобные столкновения и объединить усилия в составе единого фронта борьбы за освобождение южной части страны[21].

Тем не менее, имели место столкновения сил ЛКП с отрядами иных сил оппозиции и исламскими фундаменталистами.
- в 1985 году коммунисты в союзе с друзами из ПСП и шиитами из движения «Амаль» разгромили суннитскую милицию «Мурабитун»;
- 15 февраля 1987 года ЛКП совместно с Прогрессивной социалистической партией в течение недели вела бои в Западном Бейруте против сил «Хезболлы», потери ЛКП составили 41 чел. убитыми, ещё 17 пропали без вести[22].
- 17 февраля 1987 года в своём доме в восточной части Бейрута был убит террористами член ЦК ЛКП, писатель Хусейн Мруе[23].

В период после начала гражданской войны и в 1980-е годы многие активисты ЛКП были убиты (только в период после начала гражданской войны до октября 1986 года были убиты более 1000 членов компартии), влияние партии уменьшилось. В городе Триполи суннитскими фундаменталистами были уничтожены все члены горкома партии.
5 съезд ЛКП состоялся 3—6 февраля 1987 года в городе Бааклин, расположенном в горном районе Шуф на юго-восток от Бейрута. На нём присутствовали 350 делегатов, были рассмотрены вопросы о взаимоотношениях ливанских патриотических сил и палестинского движения сопротивления; определены приоритеты работы партии. На место Генерального секретаря был избран шиит Карим Мруэ, однако сирийская сторона настояла на том, чтобы руководителем компартии остался Жорж Хауи.
17 ноября 1988 года состоялось покушение на командующего произраильской Армией Южного Ливана генерала Антуана Лахада, активистка ЛКП по имени Соухе Фавваз Бешара успела дважды выстрелить в него из револьвера, прежде чем была схвачена охраной.
13 августа 1989 года отряды коммунистов, друзов и палестинцев, поддерживаемые сирийской армией, были разбиты 10-й бригадой ливанской армии при попытке захватить город Сук эль-Гарб в Горном Ливане.
После распада социалистического лагеря и СССР ряд политиков (в том числе, Ж. Хауи) покинули ЛКП.
6 съезд партии состоялся в 1992 году.
8 съезд партии состоялся в 1998 году.
9 съезд партии состоялся в декабре 2003 года.
В ходе Второй Ливанской войны активисты ЛКП принимали участие в боевых действиях против израильской армии, 7 ливанских коммунистов погибли. Позднее, генеральный секретарь ЛКП сообщил, что в ходе боевых действий погибли по меньшей мере 12 коммунистов и беспартийных сторонников ливанской компартии.
21 июня 2005 года в результате взрыва бомбы в своём автомобиле был убит бывший генеральный секретарь ЛКП Жорж Хауи. Хауи погиб вскоре после интервью, в котором он обвинил Рифаата Асада — брата Хафеза Асада — в убийстве своего союзника по НПС Камаля Джумблата в марте 1977 года.

## Организационная структура партии
Ливанская коммунистическая партия — одна из немногих партий Ливана, действующая во многих регионах и открытая для представителей всех религиозных и этнических групп. Наиболее сильна партия в Южном Ливане. Члены партии действуют во многих общественных организациях страны, среди которых «Союз ливанской демократической молодёжи», «Комитет за права женщин», «Всеобщий союз рабочих и служащих».
Наименьшая организационная структура — отделение — создаётся в городе или в деревне. Деятельностью нескольких (5—10) отделений руководит Региональный комитет. Деятельность нескольких Региональных комитетов руководит Территориальное отделение.

### Генеральные секретари ЦК ЛКП
- Хелу, Фараджалла (1944—1948 и в 1958—1959; секретарь ЦК)
- Шауи, Никола (1946—1979)
- Хауи, Жорж (Абу Анис) (1979—1993)
- Дахруж, Фарук
- Хаддаде, Халед (с декабря 2003)

### Известные активисты и члены ЛКП
Активистами и членами Ливанской коммунистической партии являлись:
- историк Фуад Казан;
- автор трудов по экономической истории, экономист Юсуф Хаттар Хелу;
- общественный деятель и философ Хусейн Мрувве;
- общественный деятель и публицист Антуан Жорж Табет;
- философ и поэт Махди Амель;
- писатель Жорж Ханна;
- писатель Омар Фахури и др.

## Печатные издания и средства массовой информации
С момента создания Ливанской коммунистической партии её руководство придавало большое значение информационному сопровождению своей деятельности и работе с населением.
Первым печатным изданием ЛКП являлась газета «Саут аш-Шааб» (запрещенная в январе 1947 года), после чего ливанскими коммунистами было организовано нелегальное издание газеты «Нидаль аш-Шааб».
В 1959 году было организовано нелегальное издание и распространение газеты «Ан-Нида» («Призыв»), ставшей официальным печатным органом ливанской компартии. В условиях запрета деятельности ЛКП, тираж варьировался в пределах 5-6 тыс. экз., после легализации — возрос и по состоянию на 1990 год вышел на уровень 15 тыс. экз.
Весной 1987 года вышла в эфир радиостанция «Соут аш-Шааб» («Голос народа»), несколько позднее, на рубеже 1991—1992 года была предпринята попытка создания собственного телеканала.
Помимо собственных печатных изданий, активисты ЛКП публиковались в средствах массовой информации своих идейных союзников и иных левых сил: в частности, в выходившем с 1941 года общественно-политическом журнале «Ат-Тарик» («Путь»), выпуск которого в годы Второй Мировой войны организовала «Лига борьбы с фашизмом в Сирии и Ливане» (впоследствии журнал стал печатным органом «Ливанского комитета мира») и в журнале «Ас-Сакафа аль-Ватание» («Национальная культура»).

## Участие в выборах
- 1943 — участие в выборах в Парламент Ливана;
- 1947 — кандидатам ЛКП запрещено участие в выборах;
- 1972 — первые выборы, в которых приняла участие ЛКП после легализации, представительства в парламенте партия не получила;
- 2005 — участие в выборах в ливанский парламент, баллотировавшиеся в трёх южных избирательных округах кандидаты партии получили 37 818 голосов избирателей[32], однако представительство в парламенте партия не получила.
- 2009 — участие в выборах в парламент по пяти избирательным округам, однако представительство в парламенте партия не получила.

## Международные связи
В 1957, 1960 и 1969 году делегации Ливанской коммунистической партии участвовали в работе Международных совещаний коммунистических и рабочих партий.

### Связи сКПСС
КПСС поддерживала связь с Ливанской коммунистической партией посредством своего Международного отдела. Этот отдел разрабатывал и проводил международную политику КПСС и СССР в зарубежных странах. Отдел нёс ответственность за связь с не находящимися у власти левыми (коммунистическими, социалистическими) партиями за рубежом, прокоммунистическими и просоветскими международными организациями, движениями сопротивления, обществами дружбы. «… (в 1986 году) положение об отделе было составлено ещё во времена Коминтерна и главной задачей отдела считало поддержание гласной и негласной связи с компартиями и разными радикальными партиями и движениями в зарубежных странах».
В соответствии с поданными заявками решения о финансировании и иной помощи (в том числе, оружием) зарубежным партиям принималось на Политбюро ЦК КПСС. Деньги через агентурные каналы КГБ передавались руководителям компартий. Их расписки о получении возвращались в ЦК и помещались в «особую папку» как совершенно секретный документ.
- В 1974 году по просьбе руководства Ливанской компартии 12 активистов прошли шестимесячный курс военно-боевой подготовки в СССР[35].
- в октябре-ноябре 1975 года по личной просьбе Генерального секретаря ЛКП Н. Шауи, было безвозмездно передано: 600 шт. 7,62-мм автоматов автоматов Калашникова; 50 шт. 7,62-мм ручных пулемётов РПК; 30 шт. ручных противотанковых гранатомётов РПГ-7; 3000 шт. ручных гранат; 2000 шт. противотанковых и противопехотных мин; две тонны взрывчатых веществ со средствами взрывания, а также боеприпасы и запасные части[36].
- С марта 1976 года, по просьбе Члена Политбюро и секретаря ЦК Ливанской компартии Наима Абдель Самада, группа из трёх человек в течение 3-х месяцев проходили обучение и подготовку по «вопросам безопасности партии» (фотография, тайнопись, информация)[37].
- В декабре 1978 года по просьбе руководства компартии «для организации военной подготовки партийных кадров» были безвозмездно переданы приборы управления артиллерийско-миномётным огнём, в том числе буссоли, бинокли, взрыватели и пр.[38]
- с июля по декабрь 1979 года, по просьбе руководства ЛКП две группы общей численностью 10 человек проходили в КГБ «спецподготовку по вопросам безопасности партии»[39].
- в июле 1979 был рассмотрен вопрос о поставке по просьбе руководства КПЛ портативной радиостанции для вещания на Ливан и Израиль[40].
- с 14 мая 1980 года, по просьбе руководства ЛКП группа из 5 человек прошла в КГБ «спецподготовку по вопросам безопасности партии»[41].
- с ноября 1983 года, по просьбе руководства ЛКП представитель партии проходил в КГБ «обучение методам конспиративной связи»[42].
- В апреле 1985 года, по просьбе Генсека ЛКП Ж. Хауи, был согласован вопрос о обучении в военно-учебных заведениях МО СССР ежегодно до 50 активистов партии с целью их обучения эксплуатации, применению и ремонту поставленных ЛКП вооружения и военной техники (просьба была о 170 активистах ежегодно)[43].